# Episodi di LEGO Ninjago (decima stagione)
La decima stagione, della serie animata Ninjago: Masters of Spinjitzu, sottotitolata La marcia degli Oni (Tre march of the Oni ), composta da quattro episodi, è andata in onda per la prima volta in Australia su Cartoon Network dal 19 gennaio al 9 febbraio 2019.
Questa è stata l'ultima stagione della saga di Ninjago ad avere come sottotitolo Masters of Spinjiztu.
In Italia è stata trasmessa sempre sul canale Cartoon Network dal 15 al 18 aprile 2019. 
Invece, negli Stati Uniti, la stagione è stata trasmessa come unico film televisivo il 19 aprile 2019.
La stagione è stata aggiunta su Netflix Italia nell’estate 2021.
La stagione comincia qualche mese dopo il finale della precedente. Garmadon è in prigione ma avvisa Lloyd dell'imminente arrivo dei nuovi antagonisti: gli Oni. I ninja dovranno fermarli per evitare che Ninjago e gli altri regni cadano nell'oscurità.
| nº | Titolo originale   | Titolo italiano        | Prima TV Australia | Prima TV USA   | Prima TV Italia |
| -- | ------------------ | ---------------------- | ------------------ | -------------- | --------------- |
| 1  | The Darkness Comes | Arriva l'oscurità      | 19 gennaio 2019    | 19 aprile 2019 | 15 aprile 2019  |
| 2  | Into the Breach    | Il Cristallo del regno | 26 gennaio 2019    | 19 aprile 2019 | 16 aprile 2019  |
| 3  | The Fall           | L'armatura d'oro       | 2 febbraio 2019    | 19 aprile 2019 | 17 aprile 2019  |
| 4  | Endings            | Attacco Finale         | 9 febbraio 2019    | 19 aprile 2019 | 18 aprile 2019  |

## Arriva l'oscurità
- Titolo originale: The Darkness Comes
- Diretto da: Per Risager
- Scritto da: Bragi Schut

### Trama
Dopo la sconfitta di Garmadon Wu ha ricostruito il monastero di suo padre e mostra ai ninja dei dipinti sul muro che mostrano tutte le loro avventure, dal giorno in cui usarono il Tornado della Creazione, a quando sconfissero Garmadon.
Lloyd fa visita a suo padre Garmadon alla prigione di Kryptarium, il quale gli dice che "Gli Oni" vogliono distruggere tutti i regni e arriveranno presto a Ninjago.
Cole, Zane e P.I.X.A.L. vanno al porto per ricevere un premio, e sono sorpresi di scoprire che "Il Bounty" è stato ricostruito.
Faith, la cacciatrice di draghi, fugge dal suo regno e arriva ferita al monastero di Wu. Dopo essere stata curata da Misake rivela ai ninja che la sua tribù è stata attaccata dagli Oni e che il suo regno è piombato nell'oscurità.
I ninja, capendo che non c’è altra soluzione, decidono di liberare Garmadon dalla prigione di Kryptarium.

## Il Cristallo del regno
- Titolo originale: Into the Breach
- Diretto da: Peter Hausner
- Scritto da: Bragi Schut

### Trama
Dopo avere liberato Lord Garmadon dalla prigione di Kryptarium, i ninja sono assaliti da dubbi, in particolare Lloyd che trova una vecchia pergamena con il ritratto di uno strano essere.
Garmadon chiede di potere avere un'arma per potere sfidare gli Oni, ma improvvisamente incomincia a combattere contro i ninja. Ciò serviva al ritorno dei suoi poteri, poiché essi si alimentano solo con il combattimento. Lloyd e Garmadon entrano nella nuvola dell'oscurità degli Oni che ha congelato Ninjago nel tentativo di fermare l'invasione. Dopo avere incontrato una coppia di Oni, i due raggiungono il Cristallo del Regno, ma è troppo tardi, poiché il leader dell'Oni, Omega, viene rilasciato su Ninjago.

## L'armatura d'oro
- Titolo originale: The Fall
- Diretto da: Frederik Budolph
- Scritto da: Bragi Schut

### Trama
Mentre Lloyd e Garmadon cercano di scappare dagli Oni, P.I.X.A.L. si prepara a entrare nell'oscurità per salvarli. Nel frattempo, i Ninja tendono una chiamata di soccorso, ma durante l'azione Cole finisce per cadere nell'oscurità. Garmadon e Lloyd ottengono l'Armatura del Maestro d'Oro e tornano sul Baunty. Nya dice a Kai, desolato per la morte di Cole, che deve fondere l'armatura nelle Armi.

## Attacco Finale
- Titolo originale: Endings
- Diretto da: Peter Hausner, Per Risager e Frederik Budolph
- Scritto da: Bragi Schut

### Trama
I Ninja tornano al Monastero di Spinjitzu, l'ultima resistenza. Kai ricrea le armi d'oro per aiutare la squadra a combattere gli Oni. Nel bel mezzo della battaglia, anche Cole, che è sopravvissuto all'oscurità, torna al monastero. I Ninja, Wu e Garmadon alla fine usano il Tornado della Creazione per sconfiggere gli Oni. Lloyd vede suo nonno il Primo Maestro Spinjitzu in una visione e dopo la sua guarigione i Ninja e i loro alleati celebrano la loro vittoria.